# Herrarnas svikthopp i simhopp vid olympiska sommarspelen 2008
Herrarnas svikthopp i de olympiska simhoppstävlingarna vid de olympiska sommarspelen 2008 hölls den 18-19 augusti i Beijing National Aquatics Center. 

## Medaljörer
| Event             | Guld          | Silver                    | Brons        |
| 3 meter svikthopp | He Chong Kina | Alexandre Despatie Kanada | Qin Kai Kina |

## Resultat
| Placering | Land                | Simhoppare     | Kval   | Kval      | Semifinal        | Semifinal        | Final            |
| Placering | Land                | Simhoppare     | Poäng  | Placering | Poäng            | Placering        | Poäng            |
| --------- | ------------------- | -------------- | ------ | --------- | ---------------- | ---------------- | ---------------- |
| 1         | He Chong            | Kina           | 515,50 | 1         | 547,25           | 1                | 572,90           |
| 2         | Alexandre Despatie  | Kanada         | 453,60 | 9         | 518,75           | 2                | 536,65           |
| 3         | Qin Kai             | Kina           | 502,95 | 2         | 508,50           | 3                | 530,10           |
| 4         | Dmitry Sautin       | Ryssland       | 474,85 | 4         | 476,35           | 8                | 512,65           |
| 5         | Pavlo Rozenberg     | Tyskland       | 431,65 | 16        | 454,40           | 12               | 485,60           |
| 6         | Troy Dumais         | USA            | 448,40 | 12        | 463,15           | 10               | 472,50           |
| 7         | Yahel Castillo      | Mexiko         | 480,65 | 3         | 504,55           | 4                | 462,10           |
| 8         | Patrick Hausding    | Tyskland       | 451,65 | 11        | 481,5            | 5                | 462,05           |
| 9         | Robert Newbery      | Australien     | 465,15 | 6         | 460,35           | 11               | 461,05           |
| 10        | Juan Guillermo Urán | Colombia       | 443,05 | 14        | 468,90           | 9                | 454,60           |
| 11        | Ken Terauchi        | Japan          | 452,80 | 10        | 478,25           | 7                | 442,50           |
| 12        | Chris Colwill       | USA            | 464,75 | 7         | 480,95           | 6                | 425,90           |
| 13        | Joona Puhakka       | Finland        | 469,45 | 5         | 451,95           | 13               | Gick inte vidare |
| 14        | Nicola Marconi      | Italien        | 430,90 | 18        | 444,55           | 14               | Gick inte vidare |
| 15        | Illya Kvasha        | Ukraina        | 461,65 | 8         | 439,55           | 15               | Gick inte vidare |
| 16        | Matthew Mitcham     | Australien     | 439,85 | 15        | 427,45           | 16               | Gick inte vidare |
| 17        | Aleksandr Dobroskok | Ryssland       | 431,15 | 17        | 412,00           | 17               | Gick inte vidare |
| 18        | Reuben Ross         | Kanada         | 446,15 | 13        | 395,85           | 18               | Gick inte vidare |
| 19        | Jorge Betancourt    | Kuba           | 428,25 | 19        | Gick inte vidare | Gick inte vidare | Gick inte vidare |
| 20        | Javier Illana       | Spanien        | 423,90 | 20        | Gick inte vidare | Gick inte vidare | Gick inte vidare |
| 21        | Ramón Fumadó        | Venezuela      | 419,05 | 21        | Gick inte vidare | Gick inte vidare | Gick inte vidare |
| 22        | Constantin Blaha    | Österrike      | 407,55 | 22        | Gick inte vidare | Gick inte vidare | Gick inte vidare |
| 23        | Yuriy Shlyakhov     | Ukraina        | 405,05 | 23        | Gick inte vidare | Gick inte vidare | Gick inte vidare |
| 24        | César Castro        | Brasilien      | 400,60 | 24        | Gick inte vidare | Gick inte vidare | Gick inte vidare |
| 25        | Sergei Kuchmasov    | Belarus        | 399,40 | 25        | Gick inte vidare | Gick inte vidare | Gick inte vidare |
| 26        | Ben Swain           | Storbritannien | 390,30 | 26        | Gick inte vidare | Gick inte vidare | Gick inte vidare |
| 27        | Jorge Luis Pupo     | Kuba           | 388,70 | 27        | Gick inte vidare | Gick inte vidare | Gick inte vidare |
| 28        | Tommaso Marconi     | Italien        | 360,15 | 28        | Gick inte vidare | Gick inte vidare | Gick inte vidare |
| 29        | Son Seong-Cheol     | Sydkorea       | 353,35 | 29        | Gick inte vidare | Gick inte vidare | Gick inte vidare |